# Amygdaloptera testaria
Amygdaloptera testaria är en fjärilsart som beskrevs av Fabricius 1794. Amygdaloptera testaria ingår i släktet Amygdaloptera och familjen mätare. Inga underarter finns listade i Catalogue of Life.